# Henri Chevreau
Henri Chevreau, född den 27 april 1823 i Paris, död den 26 maj 1903 i Yerres, var en fransk ämbetsman.
Chevreau ägnade sig i början åt litterära sysselsättningar och utgav ett häfte dikter, Les voyageuses (1844), men hängav sig sedermera åt politiken. Han arbetade livligt för Ludvig Napoleons presidentskap och blev därför 1849 belönad med prefektplatsen i Ardèche. Efter statsstrecket den 2 december 1851 tog han som "directeur du personnel" vid inrikesministeriet omedelbar del i de händelser, vilka förde till kejsardömets proklamerande. År 1853 blev han prefekt i Nantes (där han sökte realisera Napoleons planer för arbetarnas bästa), 1864 prefekt i Rhône, 1865 senator och i januari 1870 Seineprefekt. Med bibehållande av sistnämnda befattning inträdde han 10 augusti 1870 som inrikesminister i Palikaos kabinett och arbetade där nitiskt för upprättande av national- och mobilgarden samt franktirörkårer. Efter revolutionen den 4 september 1870 flydde han till England, varifrån han sedan återvände till Paris. Han var sedermera en av det bonapartistiska partiets ledare och uppträdde som kandidat vid val till deputeradekammaren, men föll igenom.